# Nikola Jeftić
Nikola Jeftić (ur. 21 stycznia 1987 w Belgradzie) – serbski koszykarz posiadający także bośniackie obywatelstwo, występujący na pozycjach skrzydłowego oraz środkowego, obecnie zawodnik Parsa Mashad.
23 stycznia 2016 został zawodnikiem Startu Lublin.
3 lutego 2018 podpisał po raz drugi w karierze umowę z Polpharmą Starogard Gdański. 25 grudnia opuścił rosyjski klub Vostok-65.
22 lutego 2019 został zawodnikiem słowackiego BK Levicki Patrioti.
4 marca 2020 dołączył po raz kolejny w karierze do Polpharmy Starogard Gdański.
21 września 2020 dołączył do irańskiego Parsa Mashad.

## Osiągnięcia
Stan na 22 września 2020.
Indywidualne
- MVP 15 kolejki ligi serbskiej (2016-2017)